# Мухика, Франсиско Хосе
Франси́ско Хосе́ Му́хика Вела́скес (исп. Francisco José Múgica Velázquez; 3 сентября 1884 — 12 апреля 1954) — мексиканский революционер, дивизионный генерал, выдающийся политик. Один из авторов Конституции Мексики, участник Учредительного собрания (конгресса) 1917 года, на котором она была принята. Известный как радикальный идеолог, он служил губернатором штатов Табаско и Мичоакан, а также тогдашней территории Южная Нижняя Калифорния. Мухика был идеологическим наставником Ласаро Карденаса после вооружённой фазы революции и вошёл в правительство Карденаса в бытность того президентом (1934—1940), возглавляя секретариаты национальной экономики, коммуникаций и общественных работ.

## Ранние годы
Родился в Тингуиндине, Мичоакан. Его отец был школьным учителем, которому неоднократно приходилось переезжать с одного места на другое, в результате чего сын получал начальное образование в разных школах. После завершения подготовительного обучения Франсиско начал работать журналистом в либеральных и прогрессивных изданиях, в том числе Regeneración Энрике Флореса Магона и его братьев. В Саморе, штат Мичоакан, он завершил учебу в семинарии и основал небольшую оппозиционную газету, выступавшую против режима Порфирио Диаса.

## Мексиканская революция. Военная карьера
Спустя годы он переехал в Мехико, где поддерживал контакты с различными фигурами, участвовавшими в подготовке Мексиканской революции. В 1910 году он отправился в Сан-Антонио, штат Техас, чтобы начать организацию революционных собраний.
Он объединил свои силы с Паскуалем Ороско и взял будущий Сьюдад-Хуарес в 1911 году. Затем они с Лучио Бланко первыми начали распределять землю среди крестьян в Матаморосе, Тамаулипас, в 1913 году. Он возглавил революционные силы в Мичоакане, где встретил Ласаро Карденаса, которому помог, когда тот остался без отца и для которого стал своего рода идейным отцом. Дослужившемуся до генерала Мухике как заместителю Венустиано Каррансы и Альваро Обрегона поручали различные военные действия.
В конце своей военной карьеры Мухика руководил Героической военной академией, командовал войсками на юге, был губернатором Табаско и председателем военного суда.
Успехи в его военной карьере обострили разногласия с генералом Обрегоном, который впоследствии, будучи президентом, заказал его убийство: в 1923 году Обрегон приказал Карденасу, командующему войсками штата, арестовать Мухику и отконвоировать его в Мехико, однако Карденас сообщил Мухике о намерениях Обрегона устранить конкурента (в полученной телеграмме президент «принимал к сведению», что Франсиско Мухика был убит при попытке к бегству) и позволил ему бежать.

## Политическая карьера

### Соавтор Конституции и губернатор-социалист
Мухика участвовал в Учредительном собрании 1917 года. Благодаря его позициям и дискуссиям с другими делегатами его запомнили как одного из активнейших участников и основных идеологов Мексиканской революции. Он работал над статьями конституции, касающимися вопросов религии, политики, экономики и образования. Его идеологические позиции нашли воплощение в статьях 3, 27 и 123 Конституции Мексиканских Соединенных Штатов.
Некоторое время в 1920—1922 годах Мухика был губернатором Мичоакана и одновременно возглавлял Социалистическую партию этого штата. Мухика, слывший самым прогрессивным генералом страны, пытался проводить в штате радикальные реформы, на административные посты продвигал единомышленников-социалистов и создал мощные вооружённые подразделения крестьян во главе с Примо Тапией (организатором Лиги аграристских общин и синдикатов, магонистом и коммунистом), чтобы бороться с влиянием помещиков, однако вследствие вооружённых выступлений последних вынужден был покинуть пост губернатора.

### В опале
Изгнанный Обрегоном из политики за поддержку мятежа Де ла Уэрты, опальный Мухика приобрёл небольшую нефтяную концессию в Уастеке, где вновь встретил своего старого друга и протеже Карденаса, которому давал читать Маркса и убеждал, что только социализм даст адекватное решение многочисленных проблем мексиканского общества.
В 1928 году Карденас через министра внутренних дел Эмилио Портеса Хиля просил у Плутарко Элиаса Кальеса дать пребывавшему в плачевном материальном положении Мухике какую-либо государственную должность. Недовольный прошением президент ответил издевательским образом: Мухика получил назначение комендантом тюрьмы на островах Лас-Трес-Мариас, куда в качестве узников вскоре начали прибывать единомышленники революционного генерала — активисты запрещённой Мексиканской коммунистической партии.

### Министр в кабинете Ласаро Карденаса
1 декабря 1934 года Ласаро Карденас стал президентом Мексики и назначил Мухику секретарём (министром) национальной экономики. Один из двух марксистов в правительстве (наряду с Нарсисо Басольсом), Мухика сразу же проявил себя одним из самых «карденистских» членов кабинета в противовес тем, кто был лоялен влиятельнейшему лицу в стране Плутарко Кальесу. Мухика возглавил наступление на режим «Максимата», с помощью которого Jefe Máximo Кальес контролировал всех президентов с момента своего ухода с поста в 1928 году как своих марионеток.
Большой союзник Карденаса Мухика помог сломать «Максимат», когда в середине июня 1935 года опубликовал антирабочие заявления Кальеса, вызвавшие политический кризис. Профсоюзы начали решительные протесты против Кальеса, что позволило избавиться от его влияния в правительстве, добиться отставки всего кабинета и реогранизации правительства уже без кальистов, включая сына Каллеса, министра связи и общественных работ — его пост получил Мухика.
Министр Мухика также был ближайшим советником президента Карденаса и одним из инициаторов произведённой тем национализации нефтяной промышленности. Именно Мухике Карденас оставлял важные поручения: например, сообщить экс-президенту Кальесу о его высылке из страны за теракт, в котором винили его соратника Луиса Моронеса, или поддерживать контакт с получившим в Мексике политическое убежище Львом Троцким.

### Несостоявшееся выдвижение в президенты
Однако в правительстве и правящей Национально-революционной партии обострялись идеологические противоречия между левым крылом в лице Мухики и умеренными элементами (например, Портесом Хилем и Сатурнино Седильо).
Это особенно явно проявилось перед выборами, которые должны были состояться в 1940 году. Левый Мухика рассматривался естественным преемником Карденаса, верившим в реформы президента и стремившимся их продолжить. При этом он считался гораздо более радикальным политиком, чем сам Карденас. Его сторонники видели в нем великого консолидатора начатой Карденасом социальной работы, но оппоненты изображали его опасным радикалом, который сделает Мексику копией Советского Союза.
На встрече с несколькими губернаторами штатов в Мичоакане в конце 1938 года Карденас выразил поддержку в качестве кандидата на пост президента Мухике, пользовавшемуся поддержкой в среде радикальной интеллигенции, рабочего класса и получившего землю крестьянства. Чтобы не допустить Мухику до президентского кресла, умеренно и консервативно настроенные круги правящей партии стали продвигать кандидатуру другого генерала — довольно блеклую фигуру осторожного министра обороны Мануэля Авилы Камачо. За последнего высказывались почти все генералы и губернаторы, предпринимательские круги, «революционные латифундисты» (чиновники и военачальники, получившие в ходе революции большие земельные угодья), военный сектор НРП и 42 из 58 сенаторов, а в конечном итоге, «во имя единства революционных сил» — и руководство крестьянской и профсоюзной конфедерации (лидер Конфедерации труда Мексики Висенте Ломбардо Толедано побаивался, что в случае выдвижения Мухики в стране произойдет военный мятеж правых сил).
К тому же, к 1939 году популярность Карденаса серьезно подсела. «Справа» вызов наследию Карденаса бросили Хоакин Амаро и Хуан Эндрю Альмасан. Президент решил, что радикальная кандидатура Мухики может быть не очень хорошо принята в стране или на международном уровне (особенно в США), поэтому для противостояния Альмасану ему нужен кандидат-центрист. На сессии генерального совета ПМР военные и депутаты прямо шантажировали президента, угрожая расколом партии, если будет выдвинут левый кандидат, так что 14 июля 1939 года сам Мухика выступил с обращением к мексиканскому народу, в котором объявил, что снимает свою кандидатуру и поддержал Авилу Камачо, с которым у него никогда не было тёплых отношений.

### Поздние годы
После выборов 1940 года, серьезных конфликтов и обвинений в фальсификации результатов выборов после победы Авилы Камачо над Альмасаном, Мухика стал неудобной фигурой для нового правительства. Он не только был основным конкурентом нового президента, но и представлял «старые» идеи и реформы, от которых Авила Камачо стремился дистанцироваться. Однако его революционная карьера и влияние означали, что оставить его вне правительства было невозможно. Решением было отправить его губернатором территории Южная Нижняя Калифорния — одного из самых удаленных, малонаселенных и слаборазвитых районов страны. Он занимал эту должность с 1940 по 1946 год.

## Дальнейшая жизнь
В 1951 году он основал Конституционалистскую партию Мексики вместе со своими товарищами, убежденными в необходимости возрождения революционного духа перед лицом отклонений от карденизма некоторых правительств-преемников, поддержав на фальсифицированных президентских выборах 1952 года кандидатуру Мигеля Энрикеса Гусмана.
Умер Мухика в Мехико 12 апреля 1954 года в возрасте 69 лет.

## Память
Его имя высечено золотыми буквами (бронзой с позолотой) на Стене почёта в зале заседаний Палаты депутатов мексиканского Конгресса.
К 100-летию Мексиканской революции Монетный двор Мексики выпустил юбилейную монету 5 песо с изображением Мухики.

## Комментарии
1. ↑  Высшее воинское звание в мексиканской армии